# Eulatal
Eulatal ist seit dem 1. Januar 2009 ein Stadtteil von Frohburg im Landkreis Leipzig in Sachsen. Die selbstständige Gemeinde Eulatal entstand am 1. Januar 1994 durch Zusammenschluss der Orte Flößberg, Frankenhain, Hopfgarten, Prießnitz und Tautenhain.

## Geographie und Verkehr

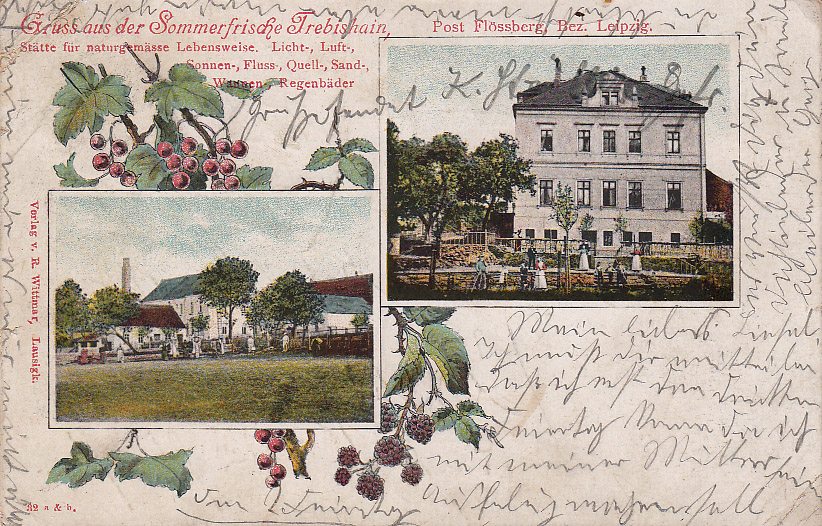
Gruß aus der Sommerfrische Trebishain (1909)

Eulatal liegt am Übergang der Leipziger Tieflandsbucht zum Sächsischen Burgen- und Heideland, ca. 25 km südlich von Leipzig und 10 km östlich von Borna. Die Orte der Ortschaft Eulatal liegen im Tal des namensgebenden Flusses Eula. Im Nordosten der Ortschaft befindet sich der Bockwitzer See.

### Gliederung
Eulatal gliedert sich in die Ortsteile Flößberg, Frankenhain, Hopfgarten, Prießnitz, Elbisbach, Trebishain, Tautenhain, Ottenhain sowie Alt-Ottenhain.

### Verkehr
Durch den Ortsteil Flößberg führt die Bundesstraße 176, durch die Ortsteile Hopfgarten und Tautenhain die Bahnstrecke Leipzig – Geithain (– Chemnitz) mit je einem Haltepunkt.

## Geschichte

### Geschichte der Ortsteile vor der Bildung von Eulatal

#### Elbisbach
Elbisbach stand um 1551 unter der Gerichtsbarkeit des Ritterguts Wolftitz, um 1696 gehörte der Ort zum Rittergut Hopfgarten. In der Flur von Elbisbach liegt die Wüstung Kaisershain. Elbisbach lag bis 1856 im kursächsischen bzw. königlich-sächsischen Amt Borna. Ab 1856 gehörte der Ort zum Gerichtsamt Borna und ab 1875 zur Amtshauptmannschaft Borna.
Am 1. Januar 1974 wurde Elbisbach nach Prießnitz eingemeindet.

#### Flößberg
Der Ortsteil Flößberg wird als Flogelberch erstmals im Jahr 1206 urkundlich erwähnt. Der Ort war Herrensitz und besaß eine mittelalterliche Wasserburg, welche später zum Rittergut umgebaut wurde. Flößberg, in frühen Zeiten auch "Flügelsberg" genannt, wurde durch die Burggrafen von Altenburg kolonisiert. Im 13. Jahrhundert war der Ort Sitz einer Nebenlinie der Burggrafen von Altenburg. Der letzte Vertreter der Linie schenkte den Ort im Jahr 1330 dem Deutschen Orden zu Altenburg.
Flößberg bildete später mit Beucha und einem Anteil von Trebishain eine Exklave zwischen den Ämtern Borna und Colditz, die bis 1816 zum kursächsischen bzw. königlich-sächsischen Erbamt Grimma gehörte und dann dem Amt Borna angegliedert wurde. Ab 1856 gehörte der Ort zum Gerichtsamt Borna und ab 1875 zur Amtshauptmannschaft Borna.
Während des Zweiten Weltkrieges wurde im Ort von Dezember 1944 bis April 1945 ein Außenlager des KZ Buchenwald betrieben, in dem 1200 überwiegend jüdische Häftlinge für die Hugo Schneider AG (HASAG) Zwangsarbeit in der Rüstungsproduktion verrichten mussten.
Der Tagebau Borna-Ost durchtrennte zwischen 1966 und 1972 das westlich gelegene Gebiet von Flößberg, wodurch die F 176 (heute B 176) nach Borna gekappt und nördlich um den Tagebau herum verlegt wurde. Nach der Renaturierung des Tagebaus verläuft sie nun am Nordostrand des Bockwitzer Sees entlang. 
Flößberg war im Jahr 1994 einer der fünf Orte, die sich zur Gemeinde Eulatal zusammenschlossen.

#### Frankenhain
Der Ortsteil Frankenhain wird als Frankenhagen erstmals im Jahr 1209 urkundlich erwähnt. Der Ortsname weist auf eine fränkische Besiedlung hin. Es ist als Straßenangerdorf angelegt. Spätestens seit Mitte des 14. Jahrhunderts existierten zwei Ortschaften, Ober- und Niederfrankenhain, die im Besitz verschiedener Grundherrschaften waren. Beide Orte gehörten bezüglich der Verwaltung anteilig zu den kursächsischen bzw. königlich-sächsischen Ämtern Rochlitz und Borna. Erst 1856 wurden alle Anteile der beiden Orte dem Gerichtsamt Geithain und 1875 der Amtshauptmannschaft Borna zugeordnet.
Am 1. Juli 1950 vereinigten sich Ober- und Niederfrankenhain zur Gemeinde Frankenhain, die 1994 eine der fünf Gemeinden war, die sich zur Gemeinde Eulatal zusammenschlossen.

#### Hopfgarten
Hopfgarten stand um 1551 unter der Gerichtsbarkeit des Ritterguts Wolftitz, um 1696 gehörte der Ort zum im Ort befindlichen Rittergut Hopfgarten. Das Dorf lag bis 1856 im kursächsischen bzw. königlich-sächsischen Amt Borna. Ab 1856 gehörte der Ort zum Gerichtsamt Geithain und ab 1875 zur Amtshauptmannschaft Borna.
Hopfgarten war im Jahr 1994 einer der fünf Orte, die sich zur Gemeinde Eulatal zusammenschlossen.

#### Ottenhain und Alt-Ottenhain
Das wüst gefallene Dorf Mark Ottenhain gehörte um 1551 zum Rittergut Gnandstein. Die Flur der wüsten Mark Ottenhain gehörte um 1791 anteilig zur Stadt Geithain im kursächsischen Amt Rochlitz und zu Tautenhain im kursächsischen Amt Colditz. Im 18./19. Jahrhundert wurde die wüste Mark Ottenhain wiederbesiedelt. Es entstanden im Westen das Gut bzw. Dorf (Neu-)Ottenhain (anteilig zum Amt Rochlitz und Amt Colditz) und das Forsthaus Altottenhain (zum Amt Borna). Die sich östlich dieser Orte gebildete Siedlung Mark Ottenhain galt als Vorstadt von Geithain (im Amt Rochlitz), in die sie 1875 eingemeindet wurde. 
Ottenhain und Altottenhain gehörten 1856 zum Gerichtsamt Geithain und 1875 zur Amtshauptmannschaft Borna. 1934 wurden sie nach Tautenhain eingemeindet, mit dem sie 1994 zur Gemeinde Eulatal kamen.

#### Prießnitz
Der Ortsteil Prießnitz wird im Jahr 983 erstmals in einer Schenkungsurkunde Ottos II. an das Bistum Magdeburg erwähnt. Die Gerichtsbarkeit über den Ort lag bis 1856 beim örtlichen Rittergut Prießnitz. Der Ort lag bis 1856 im kursächsischen bzw. königlich-sächsischen Amt Borna. Ab 1856 gehörte der Ort zum Gerichtsamt Borna und ab 1875 zur Amtshauptmannschaft Borna. Das Wasserwerk Prießnitz erhielt zwischen 1978 und 1990 Wasser aus dem Tagebau Borna-Ost/Bockwitz.
1948 wurde Trebishain und 1974 Elbisbach eingemeindet. Prießnitz war im Jahr 1994 einer der fünf Orte, die sich zur Gemeinde Eulatal zusammenschlossen.

#### Tautenhain
Der Ortsteil Tautenhain wird erstmals im Jahr 1287 als Tutenhayn urkundlich erwähnt. Der Ort war bis 1856 ein Amtsdorf im Südwesten des kursächsischen bzw. königlich-sächsischen Amts Colditz. Ab 1856 gehörte der Ort zum Gerichtsamt Geithain und ab 1875 zur Amtshauptmannschaft Borna.
1934 wurde Ottenhain mit Alt-Ottenhain eingemeindet. Tautenhain war im Jahr 1994 einer der fünf Orte, die sich zur Gemeinde Eulatal zusammenschlossen.

#### Trebishain
Der Ortsteil Trebishain, gelegen an der Mündung der Kleinen Eula in die Große Eula, wird im Jahr 1260 erstmals als Tribenhagen urkundlich erwähnt. Der Ort war bis 1816 bezüglich seiner Verwaltungszugehörigkeit geteilt. Ein Anteil gehörte mit Flößberg und Beucha zu einer Exklave des sächsischen Erbamts Grimma. Der andere Teil gehörte zum Amt Borna, dem 1816 auch der Grimmaische Anteil angegliedert wurde. 1856 kam Trebishain zum Gerichtsamt Borna und 1875 zur Amtshauptmannschaft Borna.
Trebishain wurde am 1. September 1948 nach Prießnitz eingemeindet.

### Eingemeindungen in selbständige Orte, die sich später zu Eulatal zusammenschlossen
| Ehemalige Gemeinde               | Datum             | Anmerkung                                              |
| -------------------------------- | ----------------- | ------------------------------------------------------ |
| Elbisbach (mit Wüst-Kaisershain) | 1. Januar 1974    | Eingemeindung nach Prießnitz                           |
| Flößberg                         | 1. Januar 1994    | Zusammenschluss mit vier weiteren Gemeinden zu Eulatal |
| Frankenhain                      | 1. Januar 1994    | Zusammenschluss mit vier weiteren Gemeinden zu Eulatal |
| Hopfgarten                       | 1. Januar 1994    | Zusammenschluss mit vier weiteren Gemeinden zu Eulatal |
| Niederfrankenhain                | 1. Juli 1950      | Zusammenschluss mit Oberfrankenhain zu Frankenhain     |
| Oberfrankenhain                  | 1. Juli 1950      | Zusammenschluss mit Niederfrankenhain zu Frankenhain   |
| Ottenhain mit Altottenhain       | 1. Juli 1934      | Eingemeindung nach Tautenhain                          |
| Prießnitz                        | 1. Januar 1994    | Zusammenschluss mit vier weiteren Gemeinden zu Eulatal |
| Tautenhain                       | 1. Januar 1994    | Zusammenschluss mit vier weiteren Gemeinden zu Eulatal |
| Trebishain                       | 1. September 1948 | Eingemeindung nach Prießnitz                           |

### Zusammenschluss zu Eulatal
Die selbstständige Gemeinde Eulatal wurde am 1. Januar 1994 durch Zusammenschluss der Orte Flößberg, Frankenhain (aus Ober- und Niederfrankenhain bestehend), Hopfgarten, Prießnitz (mit Trebishain und Elbisbach) und Tautenhain (mit Ottenhain und Altottenhain) gebildet. Sie wurde am 1. Januar 2009 nach Frohburg eingemeindet. Der Gemeinderat wurde dadurch zum Ortschaftsrat der Ortschaft Eulatal. Bereits seit dem 1. Januar 2008 war die Gemeinde Eulatal Teil der Verwaltungsgemeinschaft Frohburg.

## Gedenkstätten
Ein Friedhof (im Volksmund „Judenfriedhof“ genannt) an einem Waldweg, hinter der Waldsiedlung von der Straße nach Beucha abbiegend, erinnert an die KZ-Häftlinge des ehemaligen KZ-Außenlagers Flößberg, welches im Auftrag der Leipziger Rüstungsfirma Hugo-Schneider-Aktiengesellschaft (HASAG) errichtet wurde.

## Sehenswürdigkeiten

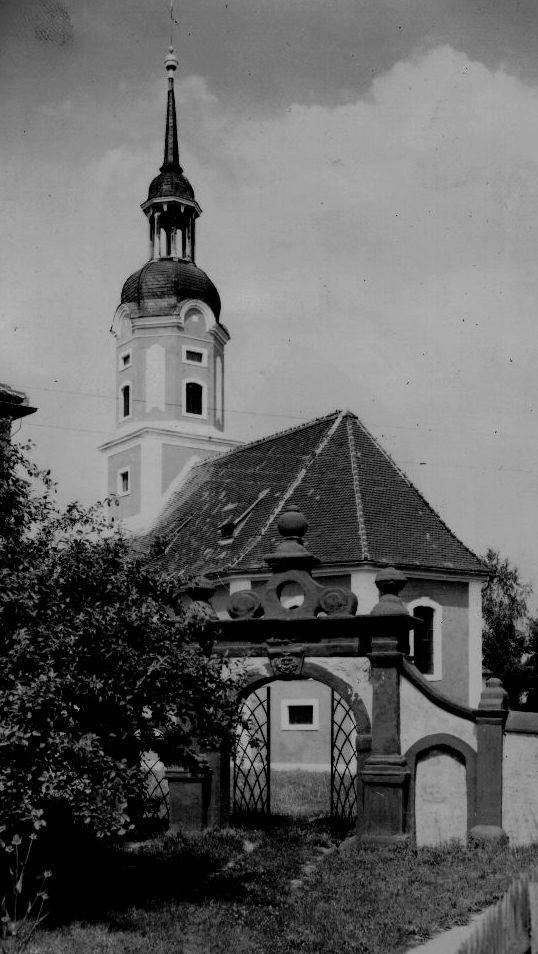
Barockkirche in Elbisbach

- Ursprüngliche romanische Kirche in Oberfrankenhain später spätgotisch umgebaut (mit Schnitzaltar, Kreuzigungsgruppe und Sakramentsnische).
- Pfarrhaus (um 1726 erbaut) in Oberfrankenhain
- Spätgotische Kreuzkirche (um 1500) in Prießnitz (1616 im Stil der niederländischen Spätrenaissance umgebaut).
- Schloss in Prießnitz aus dem Jahr 1605/1606
- Rathaus Prießnitz (Im Jahr 1712 errichtetes Umgebindehaus)
- Barockkirche Elbisbach
- Dreigeschossiges Herrenhaus mit dem Walmdach in Hopfgarten
- Kirche Tautenhain mit großen Tafelgemälden des Malers Conrad Felixmüller

## Persönlichkeiten
- Haubold von Einsiedel (1792–1867), Rittergutsbesitzer auf Prießnitz, Abgeordneter und Landrat